# NGC 99
NGC 99 é uma galáxia espiral (Sc/P) localizada na direcção da constelação de Pisces. Possui uma declinação de +15° 46' 12" e uma ascensão recta de 0 horas, 23 minutos e 59,6 segundos.
A galáxia NGC 99 foi descoberta em 8 de Outubro de 1883 por Édouard Jean-Marie Stephan.